# Mor (Star Trek)
Mor je čtvrtá epizoda druhé řady animovaného seriálu Star Trek. Premiéra epizody v USA proběhla 28. září 1974, v České republice 25. ledna 1998.

## Příběh
Hvězdného data 5285.6 federační loď USS Enterprise NCC-1701 vedená kapitánem Jamesem T. Kirkem se nachází na planetě Dramia na přátelské návštěvě. Ještě před transportem zpět na loď je však kapitánovi jedním z Dramianů předán zatykač na Dr. Leonarda McCoye. Doktor je údajně vinen rozpoutáním moru na planetě Dramia II před 17 lety, kdy byl vedoucím expedice, jež měla na starost očkování obyvatel.
Dramianské soudy jsou známé jako fraška a tak se celá posádka vydává prohledat místo činu, tedy planetu Dramia II. Při cestě k planetě je dostihuje dramijská loď, jejíž velitel požaduje po Enterprise, aby zanechala vlastního pátrání, jinak bude informovat Federaci. Lstí jej Kirk se Spockem přesvědčuje, že je černý pasažér a jeho loď je tak zabavena. Spolu se tedy transportují na povrch planety, kde nachází zdevastovanou civilizaci, která nemá ráda cizince. Velitel dramianské lodi vysvětluje, že pozůstalí obyvatelé planety považují za cizince i jeho, ačkoliv je také Dramian, protože oni sami jsou spíše chodící smrt, kterou tu mor zanechal. Nikdo z nich však není přeživším po moru, ale jde o obyvatele, kteří přišli na planetu po zkáze.
Daří se však najít jedince, který doposud mor přežil. Vypráví o tom, jak nakažení měnili barvy pigmentu, přičemž poslední stádium byla modrá barva kůže. Kirk jej bere na Enterprise, aby mohl svědčit u soudu. Během letu na planetu Dramia se však sám dostává do poslední fáze nákazy a nemoc se přenáší i na ostatní členy posádky. Zanedlouho začínají kolabovat důstojníci na můstku, vyjma pana Spocka. Dramijská vláda však odmítá vydat McCoye, aby pomohl posádce a i jedinému svědkovi. Spock se tak rozhoduje doktora osvobodit proti pravidlům Federace.
Na palubě lodi McCoy se Spockem zjišťují, že změny barvy nejsou součástí nemoci, ale vyvolává je zdejší záření a nemoc je jenom důsledek vystavení tomuto jevu. Při odfiltrování barvy kůže dokáže počítač klasifikovat nemoc, ale také vyvozuje, že není známá léčba. Spock doporučuje McCoyovi použít modifikovaný antivirus, který vyvinul dříve. Antivirus zabral a všichni na lodi jsou uzdraveni. V závěru se posádka loučí s Dramiany a Spock ještě při odchodu upomíná McCoye, že zanedbal dost povinností a měl by je nyní dohnat. McCoy nevěří svým uším a při odchodu z místnosti prosí kapitána Kirka, že až bude někdy opět ve vězení, ať pro něj neposílá Vulkánce protože tam radši zčerná.